# 부이티쑤언
부이티쑤언(베트남어: Bùi Thị Xuân)은 떠이선 왕조의 여성 도독 및 장군으로, 쩐꽝디에우의 아내이다.

## 생애
부이티쑤언은 빈딘성 빈케 지역(오늘날의 떠이선현)에서 태어났다. 그녀는 어렸을 때 무술을 배웠다고 전해지며, 평판이 좋은 강한 여성이었다. 전설에 따르면 그녀는 나중에 남편이 된 쩐꽝디에우를 호랑이에게서 구했다고 한다. 그녀와 쩐꽝디에우는 떠이선에 일찍 합류하여 많은 전투에서 승리했다. 그녀는 떠이선군의 전투 코끼리 훈련을 도왔다. 그녀는 떠이선 왕조의 다섯 주요 여성 중 하나로 알려졌다.
후에가 자롱 황제에게 함락되었을 때, 그녀는 응우옌꽝또안 황제를 따라 응에안성으로 가 5000명의 군대를 지휘하고 쩐 닝(오늘날의 꽝빈성)에서 응우옌군과 전투를 벌였다. 1802년 두 번째 달에 응우옌군이 전투에서 승리하고 부이티쑤언은 남편인 쩐꽝디에우과 함께 응우옌군에게 포로로 사로잡혔으며, 남편은 참수당했고 그녀는 그녀의 딸과 함께 코끼리에 의해 깔려 처형되었다. 오늘날 그녀는 베트남 영웅으로 추앙받고 있으며 많은 주요 도시에는 그녀의 이름을 딴 학교와 거리가 있다.